# Радиоактивни човек
Радиоактивни човек је стрип суперхерој у свету анимиране серије Симпсонови који је добио своје моћи пошто је преживео експлозију атомске бомбе.